# Unhas postiças

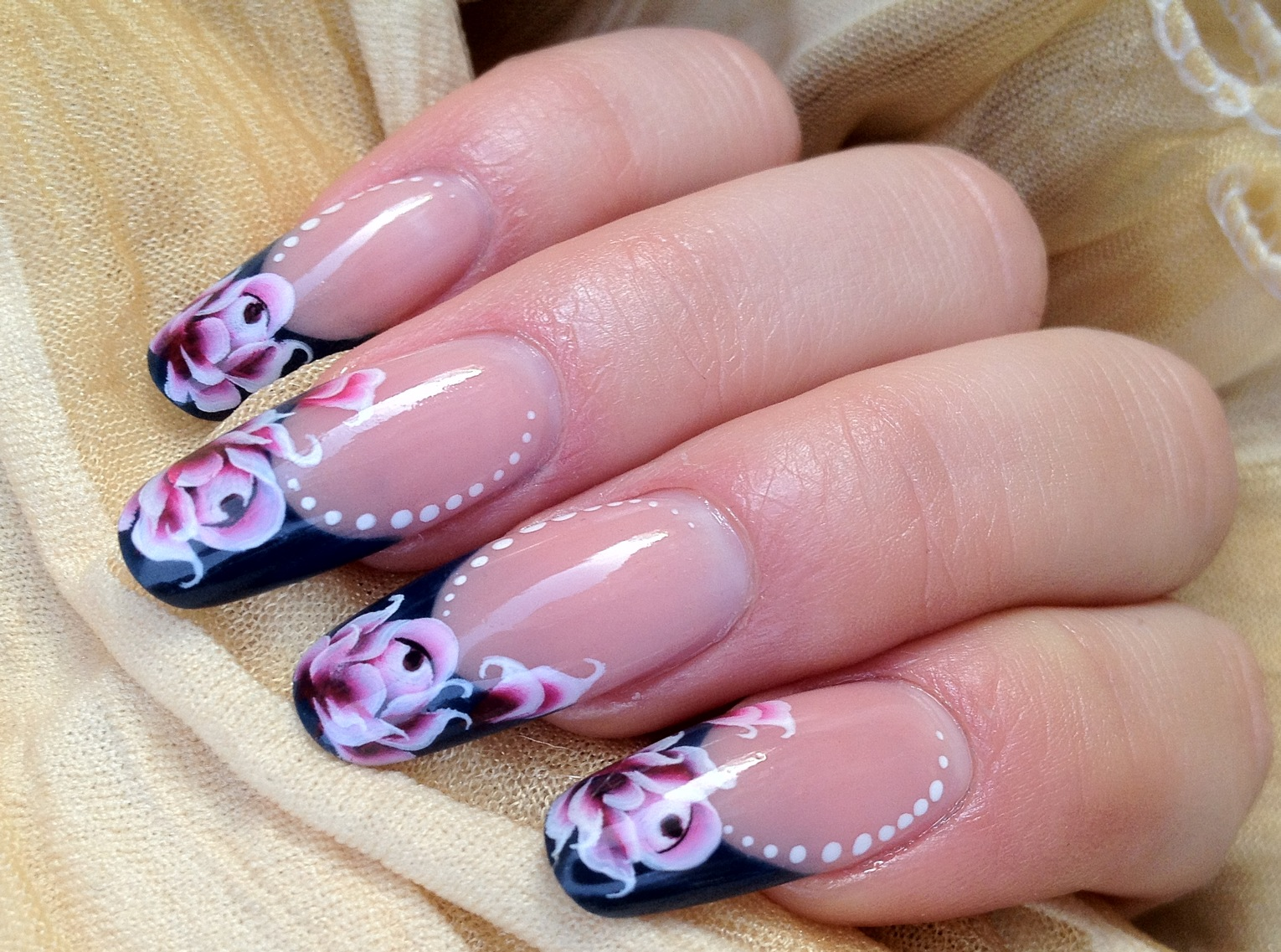
Unhas artificiais com nail art pintadas à mão

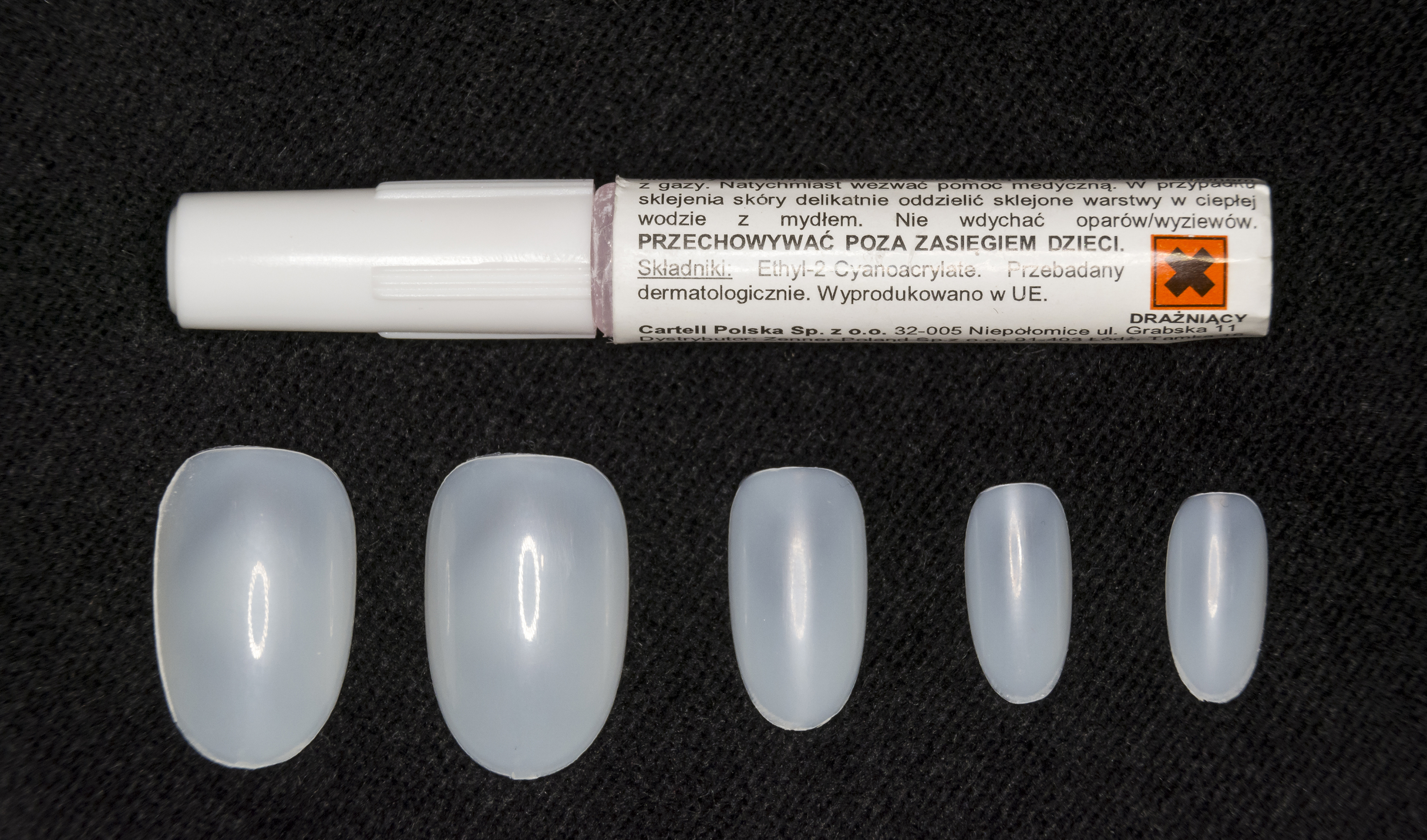
Pontas de unhas prensadas e cola de cianoacrilato para unhas

Unhas artificiais, também referidas como unhas postiças, unhas acrílicas, extensões de unhas, constituem extensões aplicadas sobre as unhas como elementos de estilo. Inúmeros designs de unhas artificiais buscam replicar fielmente a aparência das unhas naturais, ao passo que alguns optam intencionalmente por uma estética mais artística, afastando-se do realismo.
A manutenção regular das unhas artificiais é essencial, geralmente a cada duas semanas, embora possam manter sua aparência por mais de um mês. No entanto, suas vantagens, como a versatilidade em relação à forma, tamanho, design e a notável durabilidade, superam muitas outras opções de cuidado para as unhas.

## Tipos
Unhas artificiais representam uma extensão, não uma substituição, das unhas naturais. Duas abordagens principais são empregadas na criação de unhas artificiais - as pontas e as formas:
- As pontas são placas de plástico em formato de "prego", que são afixadas na extremidade da unha natural ou aplicadas sobre todo o leito ungueal, caso sejam do tipo "pontas de cobertura completa" ou "press-on". Posteriormente, essas pontas podem ser complementadas com camadas de gel, imersão ou acrílico.
- Os formulários são folhas moldadas com uma borda adesiva que são colocadas na ponta do dedo e enroladas ao redor de toda a unha, criando assim uma extensão. Essa técnica oferece um controle mais criativo sobre a forma das unhas artificiais.

Sobre essas extensões, é possível aplicar acrílico, gel rígido ou qualquer combinação dos dois. As pontas vêm em uma ampla variedade de designs, desde cores sólidas, como esmaltes regulares ou em gel, até padrões gráficos, como estampas de animais e tons metálicos. Além das opções de esmaltes, outros adornos podem ser usados, como strass, glitter, adesivos, pingentes de fimo e fita adesiva, para conferir um toque especial ao design das unhas artificiais. É possível moldar, cortar e lixar as unhas artificiais em diversos formatos, incluindo quadrado, quadrado-oval ("squoval"), redondo, amendoado, bailarina/caixão, pico de montanha, batom e estilete.

### Unhas acrílicas
As unhas acrílicas são confeccionadas a partir de vidro acrílico (PMMA). Quando esse material é combinado com um monômero líquido (geralmente metacrilato de etila, misturado com um inibidor), ele forma uma massa moldável. Essa mistura começa a endurecer imediatamente e continua até ficar completamente sólida em questão de minutos. Unhas acrílicas têm uma durabilidade média de até 21 dias, embora esse período possa ser estendido com retoques. Para dar cor às unhas acrílicas, é possível aplicar esmaltes em gel, esmaltes tradicionais e pós para imersão. É importante destacar que o uso de acrílicos contendo MMA (monômeros líquidos de metacrilato de metila) é fortemente desencorajado e proibido em alguns estados, devido aos sérios riscos à saúde. Esses produtos podem causar danos às unhas naturais, irritação nos olhos, pele, nariz e boca, asma, dificuldades de concentração, perda do olfato e problemas renais. Uma alternativa segura é o uso de EMA (Monômeros Líquidos de Metacrilato de Etila) em salões de beleza.

### Unhas de gel
Unhas de gel são versáteis, pois podem ser usadas para criar extensões de unhas artificiais, mas também servem como esmalte. Elas são endurecidas com luz ultravioleta (UV) ou luz de LED. Comparadas aos esmaltes convencionais, as unhas de gel têm uma maior durabilidade e são menos propensas a lascar. Elas geralmente apresentam um acabamento de alto brilho e podem manter sua aparência por um período que varia de duas a três semanas.
As unhas de gel são duráveis, embora geralmente não sejam tão resistentes quanto as unhas de acrílico ou de fibra de vidro. Além disso, é importante observar que as unhas de gel tendem a ser mais caras em comparação com as outras opções de unhas artificiais. Portanto, a escolha entre unhas de gel, acrílicas ou de fibra de vidro pode depender das preferências individuais e das necessidades de cada pessoa, bem como do orçamento disponível.
A acetona não é eficaz na remoção de alguns tipos de unhas de gel, tornando necessária a remoção no salão por meio de polimento e lixamento, muitas vezes com o uso de uma lixa elétrica. No entanto, é importante destacar que o polimento repetido das unhas pode levar ao afinamento da lâmina ungueal, tornando as unhas mais frágeis. Além disso, a aplicação inadequada de sistemas de unhas artificiais, como o Gel-X e produtos similares que imitam o Gel-X, pode resultar em riscos para a saúde. Isso inclui o potencial de infecções fúngicas e reações alérgicas, destacando a importância de escolher profissionais qualificados e seguir as práticas recomendadas para a aplicação e manutenção desses produtos.
Uma nova inovação nas extensões de unhas de gel, chamada comumente de Gel-X ou pontas de gel macio, foi introduzida por volta de 2017. Essas extensões consistem em pontas de unha de gel macio pré-cortadas em vários estilos e comprimentos, que cobrem todo o leito ungueal até a extremidade da unha. O processo de aplicação do Gel-X envolve várias etapas, começando com a aplicação de um adesivo de pH (desidratador), seguido de um primer de gel sem ácido. Por fim, as pontas são fixadas com um adesivo em gel que é curado com luz UV/LED azul. Para a remoção das unhas Gel-X, o processo envolve a imersão das unhas em acetona por aproximadamente 20 minutos, permitindo que o gel amoleça e possa ser cuidadosamente retirado, facilitando a remoção das extensões. Essa técnica foi desenvolvida para proporcionar uma alternativa mais suave e menos danosa em comparação com algumas técnicas tradicionais de remoção de unhas de gel.

### Envoltórios de unhas
Os envoltórios de unhas são feitos cortando pedaços de materiais como fibra de vidro, linho, tecido de seda ou outros semelhantes para se ajustarem à superfície da unha natural (ou a uma ponta previamente aplicada). Eles são fixados na lâmina ungueal por meio de uma camada de resina ou cola. Esses envoltórios não causam danos às unhas naturais, mas proporcionam resistência e reforço às unhas, embora não sejam usados para alongá-las. Além disso, os envoltórios de unhas também podem ser usados para reparar unhas quebradas. É importante destacar que o tratamento com envoltórios de unhas tende a ser mais caro em comparação com outras técnicas de manicure. A duração típica dos envoltórios de unhas varia de 5 a 7 dias, mas pode ser prolongada se forem aplicados e mantidos corretamente. Fatores como o uso e cuidado adequado podem afetar a durabilidade dos envoltórios. Para remover essas unhas corretamente, é necessário mergulhá-las em acetona o suficiente para enfraquecer o adesivo, facilitando a remoção.

### Pontas de unhas
As pontas das unhas são feitas de um material conhecido como acrilonitrila butadieno estireno (ABS), que é forte e flexível. Essas pontas são aplicadas na unha natural para alongar seu comprimento e criar uma superfície onde podem ser aplicados diferentes designs de unhas. As pontas de unhas estão disponíveis em várias formas, tamanhos e cores, sendo as opções transparentes e brancas as mais populares. É importante notar que essas extensões têm uma durabilidade mais limitada, geralmente durando de 7 a 10 dias antes que seja necessária manutenção ou retoque.
Certas pontas de unha também podem ser fabricadas com gel macio, especialmente quando as pontas são a única extensão necessária, sem a necessidade de outros produtos sobre elas. O Gel-X é um exemplo de um sistema de ponta de unha de gel macio, que é projetado para fornecer uma alternativa flexível e durável para extensões de unhas, especialmente quando o gel é a única camada utilizada no processo.

### Mergulhe em pó
No método de imersão em pó, um líquido transparente é aplicado sobre a unha e, em seguida, a unha é mergulhada em um pó que pode ser transparente, brilhante ou pigmentado, semelhante ao que é usado na aplicação de unhas acrílicas. Esse processo é repetido várias vezes, dependendo do comprimento desejado da extensão. As unhas de imersão em pó têm uma durabilidade de cerca de um mês, o que é de 2 a 3 semanas a mais em comparação com as unhas de gel ou acrílicas. Este método pode ser aplicado em unhas naturais, unhas com pontas ou para criar unhas artificiais. O diferencial das unhas de imersão é que elas não requerem luz UV/LED para a cura, em vez disso, são ativadas por meio de um ativador. Para a remoção das unhas de imersão em pó, a maneira mais rápida é perfurar, cortar ou polir as camadas do pó para que, quando embebidas em acetona, elas se soltem mais facilmente. Isso facilita a remoção das extensões sem danificar a unha natural.

## História
Ao longo da história, as unhas artificiais têm sido símbolos comuns de status em várias culturas ao redor do mundo.
- Durante a Dinastia Ming da China, as mulheres nobres ostentavam unhas postiças extraordinariamente longas como um emblema de seu status, sinalizando que, ao contrário dos cidadãos comuns, não precisavam se envolver em atividades manuais.
- No início do século XIX, na Grécia, as mulheres da alta sociedade adotavam um costume peculiar, que gradualmente difundiu a tendência das unhas artificiais por toda a Europa: elas utilizavam regularmente cascas vazias de pistache como ornamentos para as unhas.

"Os primeiros experimentos com unhas artificiais envolveram a aplicação de uma mistura de monômero e polímero sobre a unha natural, que era então estendida sobre um suporte. Após o endurecimento dessa estrutura, o suporte era removido e a unha artificial era moldada de forma a se assemelhar a uma extensão natural da unha. Esses materiais iniciais eram compostos de produtos químicos pertencentes à 'família' dos acrílicos, dando origem assim às unhas artificiais acrílicas. Todos os materiais subsequentemente utilizados também fazem parte da família dos acrílicos, mas o termo 'unhas acrílicas' passou a ser associado à técnica que envolve o uso de monômero líquido e polímero em pó."
Em 1878, Mary E. Cobb estabeleceu o primeiro salão de manicure em Manhattan após aprimorar seus conhecimentos sobre cuidados com as unhas na França e se casar com o podólogo J. Parker Pray. Na década de 1920, unhas curtas e bem cuidadas com formato arredondado tornaram-se um símbolo de status e riqueza. A marca Revlon fez sua estreia em 1932, apresentando inicialmente um único produto: esmalte de longa duração. Em 1954, um dentista chamado Fred Slack acidentalmente quebrou uma unha durante o trabalho e, como solução temporária de aparência realista, criou uma unha artificial. Após experimentar diversos materiais para aprimorar sua invenção, ele e seu irmão, Tom, patentearam uma versão bem-sucedida e fundaram a empresa Patti Nails. Inicialmente, Fred Slack usou seu equipamento odontológico e produtos químicos para substituir a unha natural, mas ao longo do tempo, o processo evoluiu consideravelmente.
No final do século 20, as unhas artificiais para mulheres se tornaram extremamente populares em todo o mundo. Atualmente, existem até competições de estilo de unhas. Os jurados desses concursos de unhas buscam uma consistência notável de unha em unha e avaliam se as unhas complementam as mãos da modelo. Se as unhas forem esteticamente agradáveis, mas excessivamente compridas para as mãos da modelo, os jurados podem deduzir pontos. Além disso, os competidores são julgados com base na limpeza e organização de seus espaços de trabalho.
Durante muitos anos, as unhas postiças eram predominantemente usadas por mulheres. No entanto, nos dias de hoje, pessoas de todos os gêneros têm a oportunidade de utilizar unhas artificiais.

## Efeitos na saúde

### Benefícios perceptíveis
As unhas de acrílico são uma solução versátil para esconder ou corrigir unhas quebradas, danificadas, curtas ou que apresentam uma aparência indesejável. Elas também são eficazes na prevenção de hábitos como roer as unhas, bem como em evitar quebras e rachaduras. Essas unhas artificiais são adotadas quando as pessoas não conseguem naturalmente aumentar o comprimento e a resistência de suas unhas desejadas ou quando buscam um novo estilo de moda. Diversas técnicas de unhas, como a aplicação de pontas de unhas, unhas esculpidas, envolvimentos de unhas ou sobreposições de acrílico, podem ser empregadas para solucionar esses problemas estéticos. No entanto, é essencial destacar que, se as unhas de acrílico forem removidas de maneira inadequada, isso pode resultar em danos às unhas naturais. Portanto, é fundamental contar com a assistência de um técnico de unhas experiente para garantir a saúde e integridade das unhas ao longo do processo.

### Riscos de saúde

#### Infecção nas unhas e danos às unhas naturais
Quando instaladas corretamente, as unhas artificiais geralmente não causam problemas. No entanto, o uso prolongado ou o ajuste inadequado das unhas postiças podem resultar em danos graves ao leito ungueal e dificultar o crescimento natural das unhas. As unhas naturais podem se tornar finas e enfraquecer com retoques frequentes. Além disso, um problema comum associado às unhas artificiais é o desenvolvimento de infecções fúngicas entre a unha artificial e a unha natural. Portanto, é essencial que as unhas artificiais sejam aplicadas e mantidas com cuidado para evitar tais complicações.
A aplicação de unhas artificiais sobre a superfície natural das unhas pode torná-las suscetíveis a pequenos traumas, como bater ou raspar a unha contra uma superfície dura. Esses traumas podem resultar na separação da unha artificial do leito ungueal, criando uma abertura que pode permitir a entrada de bactérias e fungos, potencialmente causando infecções e aumentando a carga bacteriana. Devido a esses riscos, muitos hospitais e unidades de saúde proíbem que seus funcionários tenham unhas compridas, sejam elas naturais ou artificiais, devido à preocupação com a possibilidade de abrigarem micróbios que poderiam ser transmitidos a pacientes. Além disso, o risco de infecção aumenta quando as unhas são aplicadas em salões de beleza de má reputação que não seguem práticas sanitárias adequadas. Portanto, é fundamental que as unhas artificiais sejam aplicadas por profissionais competentes e em estabelecimentos que sigam rigorosas diretrizes de higiene para evitar problemas de saúde e infecções associadas a esses procedimentos.

#### Riscos de higiene das mãos
O uso de esmaltes e unhas artificiais dificulta a correta higiene e lavagem das mãos, pois são mais difíceis de limpar do que as unhas naturais. Portanto, em profissões onde a higiene das mãos é importante, como no manuseio de alimentos ou no atendimento a pacientes, geralmente são proibidos esmaltes e unhas artificiais. Por exemplo, uma diretriz do Serviço Nacional de Saúde do Reino Unido (NHS) proíbe explicitamente ambos durante a atividade de atendimento ao paciente. A Organização para a Alimentação e a Agricultura (FAO) publica conselhos semelhantes para o sector retalhista alimentar.
É verdade que o uso de esmaltes e unhas artificiais pode dificultar a correta higiene e lavagem das mãos, uma vez que essas superfícies são mais desafiadoras de limpar do que as unhas naturais. Em profissões onde a higiene das mãos desempenha um papel fundamental na prevenção da contaminação cruzada, como na manipulação de alimentos ou na assistência a pacientes em ambientes de saúde, é comum proibir o uso de esmaltes e unhas artificiais. Por exemplo, diretrizes do NHS proíbem explicitamente ambos durante o atendimento a pacientes. A FAO também publica orientações semelhantes para o setor de varejo de alimentos. Essas restrições visam garantir a segurança e a saúde dos pacientes e consumidores, minimizando o risco de contaminação e propagação de doenças. Portanto, a conformidade com tais regulamentos é fundamental em ambientes onde a higiene é uma prioridade.

#### Perigo para os trabalhadores de salões de beleza
Do ponto de vista da saúde ocupacional, os trabalhadores de salões de beleza que passam todo o seu turno de trabalho expostos aos vapores químicos das unhas artificiais podem enfrentar riscos. O uso de metacrilato de etila para unhas artificiais, por exemplo, pode resultar em dermatite de contato, asma e alergias nos olhos e nariz. Além disso, esses profissionais também estão sujeitos à exposição a outros produtos químicos, como tolueno, dibutil ftalato e formaldeído. Além disso, é importante notar que os produtos utilizados na elaboração de unhas de acrílico também podem ser inflamáveis.
A exposição ao metacrilato de metila, o precursor do vidro acrílico, pode desencadear sintomas como sonolência, tontura e tremores nas mãos, levando à sua proibição na maioria dos estados dos EUA no campo da cosmetologia. O uso de metacrilato de metila pode resultar em reações cutâneas e danos às unhas naturais, que, em alguns casos, podem ser permanentes. Alguns indicativos de que um salão de beleza ainda utiliza MMA incluem preços notavelmente mais baixos em comparação com a maioria dos outros estabelecimentos, um odor anormalmente forte e frutado, o uso de máscaras pelas manicures para evitar a inalação do produto químico prejudicial e uma remoção muito mais desafiadora, frequentemente com uso excessivo de brocas. Como alternativa mais segura ao MMA, o metacrilato de etila está disponível, embora seu custo seja significativamente mais alto, e ainda possa apresentar alguns efeitos colaterais.